# Knooppunt (verkeer)

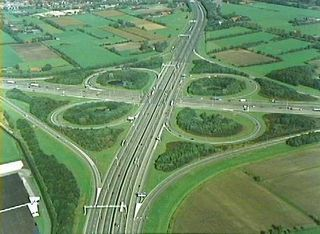
Knooppunt Hoevelaken, een klaverbladknooppunt

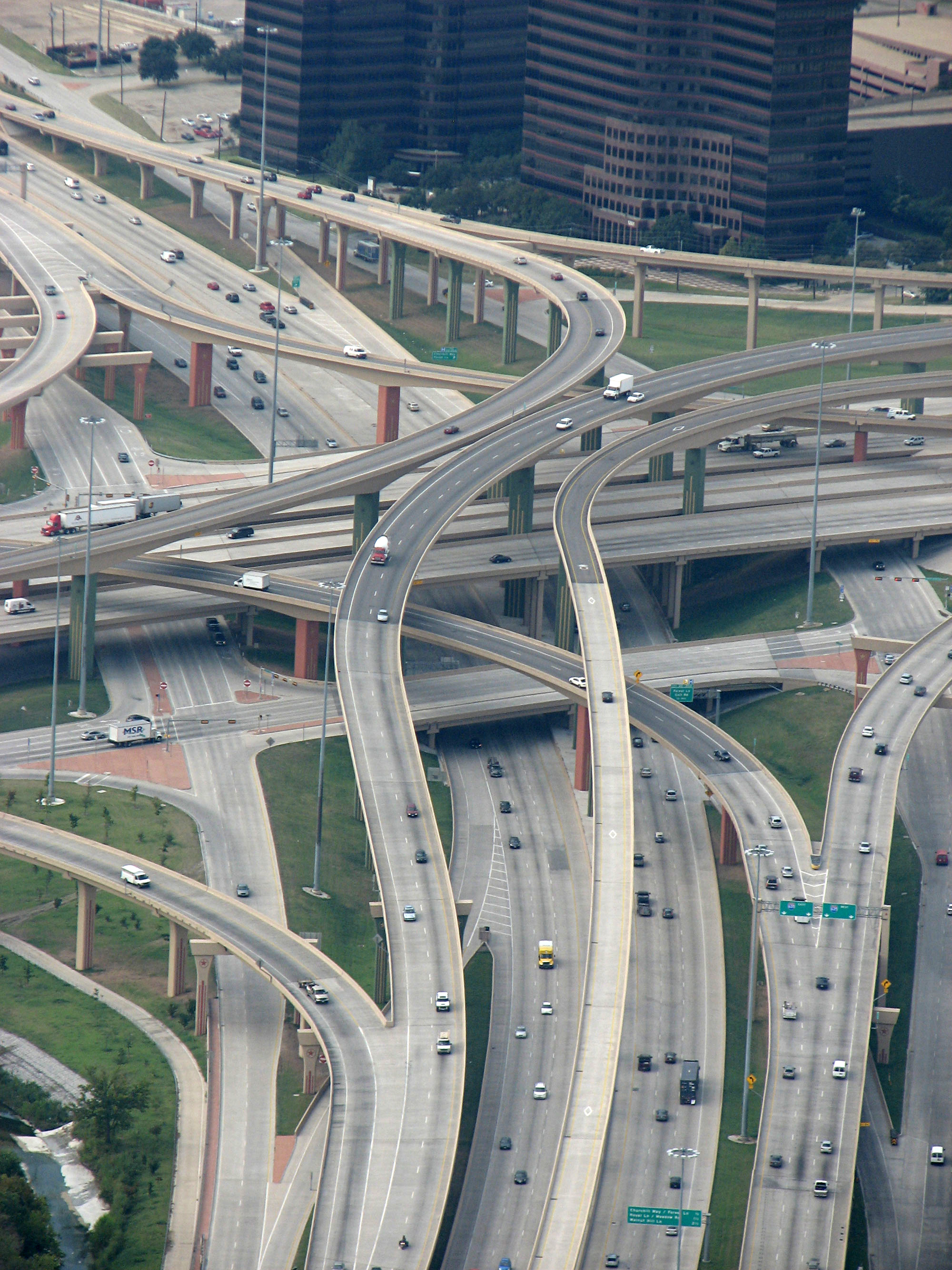
Het High Five-knooppunt in Dallas
Een uitgebreid sterknooppunt in vijf niveaus met scheiding van lokaal en doorgaand verkeer

Een knooppunt (Nederland en Vlaanderen) of verkeerswisselaar (Vlaanderen) is een kruispunt van wegen voor doorgaand gemotoriseerd verkeer, waarbij de hoofdverkeersstromen elkaar meestal ongelijkvloers kruisen en de verbindingen om af te slaan vaak ook kruisingsvrij zijn uitgevoerd.
Door knooppunten aan te leggen waar wegen kruisen kan het verkeer van richting veranderen zonder te hoeven stoppen bij een gelijkvloers kruispunt. Door de hoge snelheid van de voertuigen op de wegen waar knooppunten voorkomen dienen bochten niet te krap te zijn. Uit financiële overweging wordt vermeden overmatig veel bruggen te bouwen. Het is zodoende niet eenvoudig alle afslaande bewegingen mogelijk te maken en toch de grootte van een verkeerswisselaar binnen de perken te houden.
In West-Europa worden knooppunten tegenwoordig doorgaans ongelijkvloers aangelegd. Sommige (deels) gelijkvloerse oplossingen, onder meer knooppunt Lummen en knooppunt Joure werden volledig kruisingsvrij omgebouwd. Nederland en België nemen knooppunten doorgaans niet op in de nummering van de afritten. In Duitsland en andere landen is dit daarentegen wel gebruikelijk.

## Nut en noodzaak

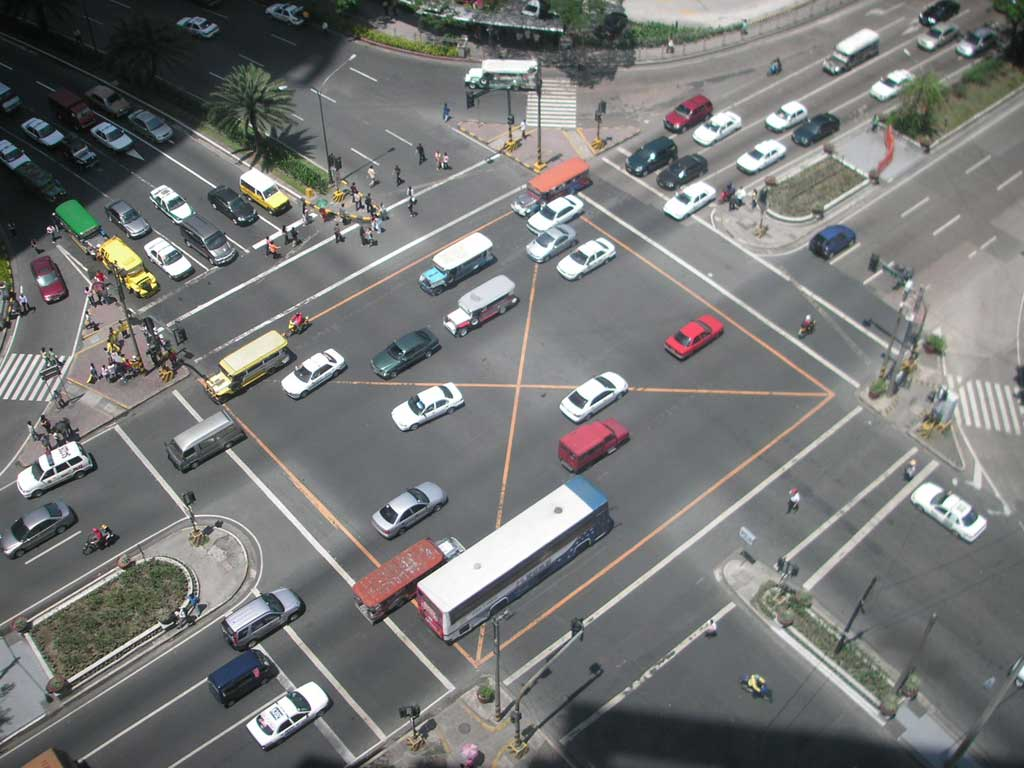
Een kruispunt op de EDSA in Metro Manila

Bij een verkeersknooppunt waar twee wegen samenkomen zijn er vier richtingen. Voor een volledig knooppunt moeten vanuit deze vier richtingen telkens drie bewegingen mogelijk zijn: rechtdoor, rechtsaf en linksaf. In totaal dienen er dus twaalf relaties aanwezig te zijn in het knooppunt. Uitgangspunt bij kruisende snelwegen is om de doorstroming niet te doorbreken, omdat het verkeer een hoge snelheid heeft. Een gelijkvloers kruispunt met verkeerslichten is vanwege filevorming en ongevallen zodoende geen goede oplossing voor wegen met een stroomfunctie.
Vandaar dat bij knooppunten gekozen wordt voor het scheiden van de hoofdrijbanen in hoogte door een viaduct. Hiermee is het probleem voor de vier bewegingen rechtdoor opgelost. Voor de vier bewegingen rechtsaf worden verbindingsbogen aangelegd: wegen waar men op in- en uitvoegt, die een boog van 90° naar rechts maken. De bewegingen linksaf vormen een probleem omdat de hoofdrijbaan in de weg ligt. Voor deze relaties zijn verscheidene vormen bedacht, die later aan bod komen.

## Onderdelen

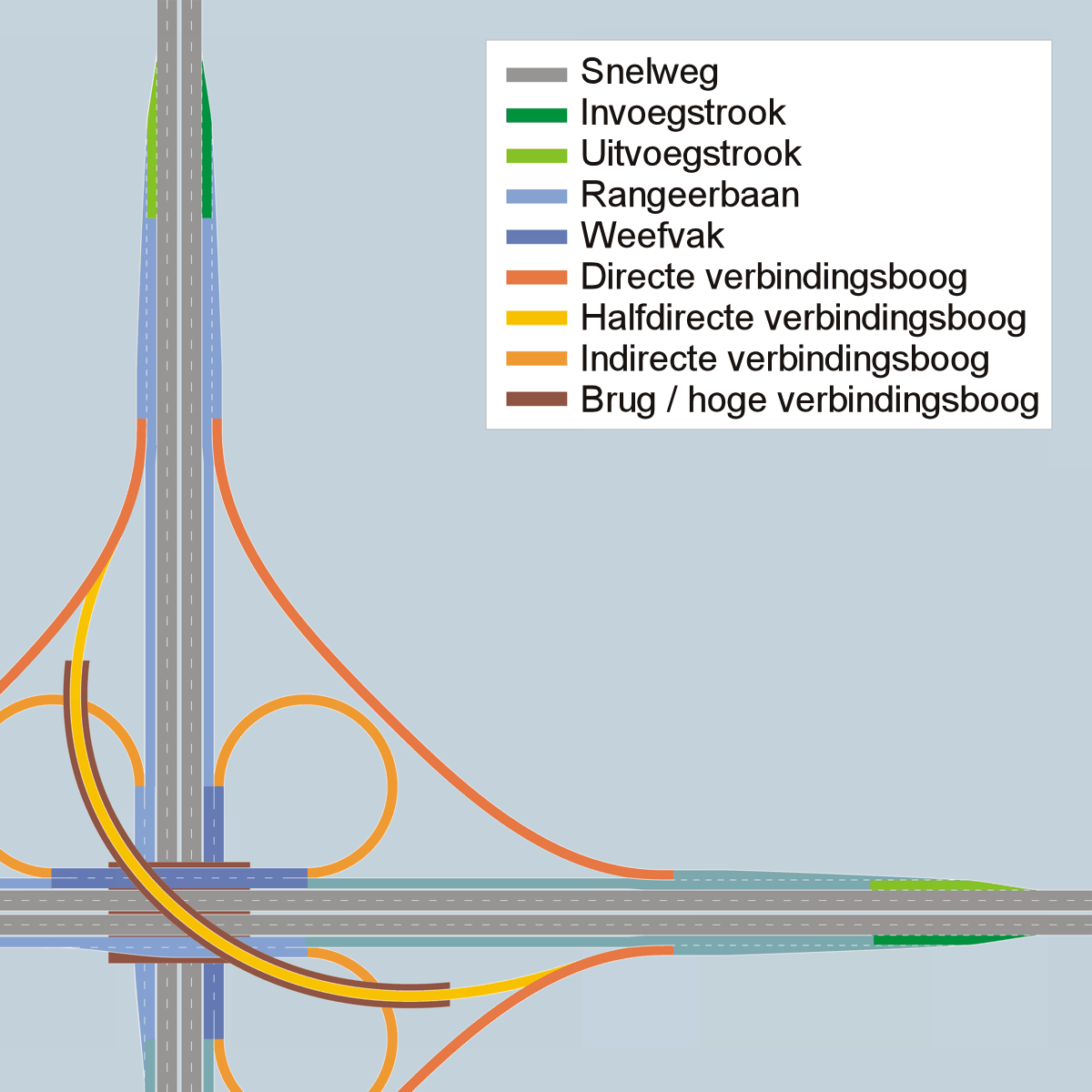
Onderdelen van een verkeersknooppunt

Een verkeersknooppunt bestaat uit verschillende onderdelen die hieronder beschreven worden. De figuur hiernaast geeft deze weer.

### Uitvoegstrook en invoegstrook
Het verkeer verlaat de hoofdrijbaan zijdelings aan de rechterkant naar een uitvoegstrook. Deze uitvoegstrook kan overgaan in een verbindingsboog of in een rangeerbaan. Meestal telt een knooppunt per rijrichting één uitvoegstrook en na het knooppunt ook één invoegstrook voor invoegend verkeer vanuit de andere richtingen. Deze stroken zijn met voldoende lengte gebouwd, zodat het verkeer zo min mogelijk op de hoofdrijbaan hoeft te remmen of hoeft op te trekken.

### Rangeerbaan
Rangeerbanen vindt men in klaverbladknooppunten en varianten hiervan. De rangeerbaan verbindt de uit- en invoegstroken met elkaar en geeft toegang tot verbindingsbogen: de boog met grotere straal die 90° naar rechts draait en de boog die 270° naar rechts te draait en een beweging linksaf mogelijk maakt. Door het aanleggen van rangeerbanen ondervindt het verkeer op de hoofdrijbaan geen overlast van het afslaande verkeer dat snelheid mindert om in een verbindingsboog te rijden. In Nederland en België zijn vrijwel alle klaverbladen van rangeerbanen voorzien.

### Weefvak
Een weefvak is het gedeelte van de rangeerbaan waar bestuurders van strook wisselen. Verkeer dat linksaf slaat op een klaverbladknooppunt voegt eerst uit, rijdt vervolgens op de rangeerbaan en kan op het weefvak uitvoegen om vervolgens de verbindingsboog op te rijden. De verbindingsboog verlaat men dan weer op het volgende weefvak, waarna de rangeerbaan via uitvoegstrook weer toegang geeft tot de hoofdrijbaan. De verkeerscapaciteit van weefvakken is door het gelijktijdige wisselen gelimiteerd. Dit beperkt het klaverblad ook in de maximale capaciteit.

### Verbindingsboog
Verbindingsbogen maken afslaande bewegingen mogelijk. Bewegingen rechtsaf worden gemaakt door een verbindingsboog met grotere straal die 90° naar rechts draait. Voor links afslaand verkeer zijn verbindingsbogen met verschillende vormen ontwikkeld.

### Brug en fly-overs
De kruisende hoofdrijbanen van een knooppunt worden meestal door middel van een brug van elkaar gescheiden. De constructie van brug en bijbehorende grondlichamen dragen sterk bij aan de kosten van een verkeersknooppunt. Verbindingsbogen die als fly-overs op hoogte over het knooppunt heen verlopen zijn duurder dan de indirecte verbindingsboog linksaf van het klaverblad. Om voldoende hoogte te hebben boven het knooppunt is over een aanzienlijke lengte een stijgend wegvlak nodig, gevolgd door een dalend gedeelte na de ongelijkvloerse kruising. Een belangrijk aspect uit kostenoogpunt bij de keuze van het te bouwen knooppunt is daarom de vorm van de verbindingsbogen.

## Knooppuntsvormen met vier richtingen
Er bestaan vier hoofdvormen van kruisingsvrije verkeersknooppunten, die onderling verschillen in capaciteit, veiligheid, bouwkosten en ruimtegebruik. Bij alle hoofdvormen worden de bewegingen rechtdoor en rechtsaf op identieke wijze gemaakt, het verschil zit in de wijze waarmee links afslaan gecreëerd wordt. Na de vier hoofdvormen voor vier richtingen (klaverblad, turbine, windmolen en sterknooppunt) komen gemengde vormen en enkele curiosa aan bod. Vervolgens worden de vormen voor knooppunten met drie richtingen beschreven.

Klaverbladknooppunt

### Klaverblad

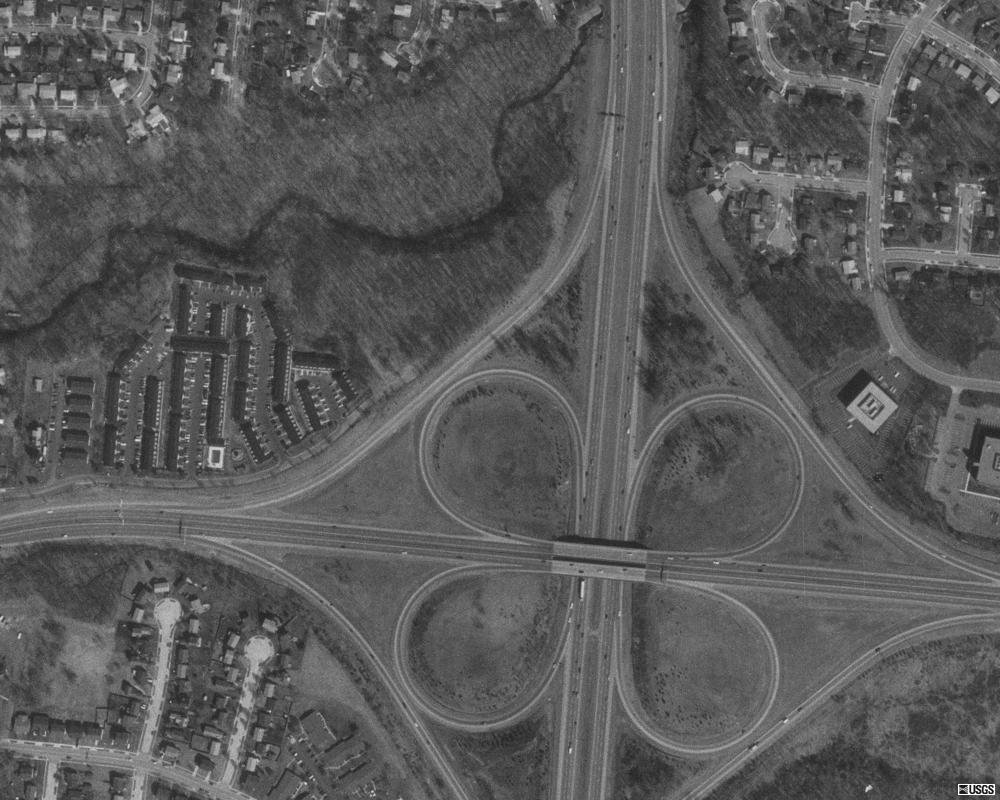
Een klaverblad zonder rangeerbanen in Ohio

Het klaverblad dankt zijn naam aan de zeldzame vorm van klaver met vier deelblaadjes: het klavertjevier. In België, Duitsland en Nederland is het klaverblad een vaak gekozen variant voor twee kruisende snelwegen. Bij de bouw van een klaverblad kan volstaan worden met slechts één brug van relatief korte lengte, waardoor deze variant goedkoop is wat betreft aanleg van kunstwerken. De bochten linksaf worden door krappe verbindingsbogen die 270° naar rechts draaien mogelijk. De verkeerscapaciteit van een klaverblad is wat lager dan die van duurdere varianten; op de rangeerbanen en weefvakken komt verkeer met verschillende snelheden elkaar tegen. Daarom vinden op een klaverblad meer verstorende in- en uitvoegende bewegingen plaats dan bij andere varianten.
Dit nadeel van deze bouwvorm is bij het Frankfurter Kreuz, van oorsprong een klaverbladknooppunt, creatief opgelost door de rangeerbanen te ontvlechten. Wanneer een klaverblad niet meer voldoet voor de verkeersdrukte wordt echter vaker gekozen voor een mengvorm: klaverturbine of klaverster.

Turbineknooppunt

### Turbineknooppunt

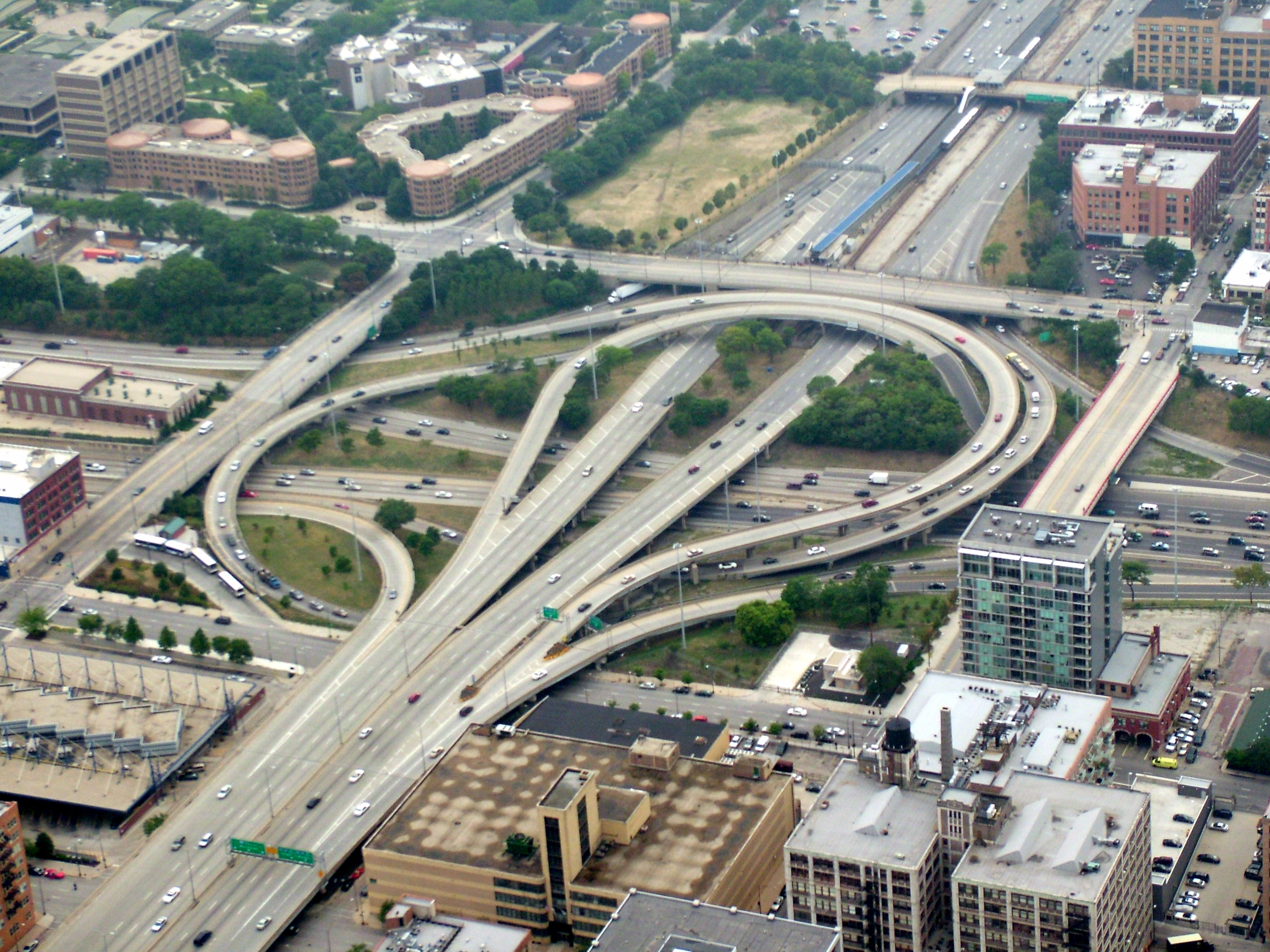
Compact en ietwat vervormd: een turbineknooppunt aangelegd binnen een stratenblok in Chicago

Het turbineknooppunt kent geen rangeerbanen en weefvakken zoals het klaverblad. Daardoor ligt de capaciteit van een turbine ook hoger dan die van een klaverblad. Ook blijft dit type knooppunt met twee tot drie verdiepingen qua hoogte beter in te passen in de omgeving, dan het gestapelde sterknooppunt. De bochten linksaf worden door verbindingsbogen gemaakt met grotere boogstralen dan de indirecte bogen bij het klaverblad. Een nadeel van het turbineknooppunt is dat veel meer kunstwerken geconstrueerd dienen te worden dan bij een klaverblad: negen versus een. Het turbineknooppunt kan ook in mengvorm worden aangetroffen: zie hiervoor de klaverturbine en sterturbine.
In België zijn meerdere turbineknooppunten aangelegd: knooppunt Zwijnaarde, Daussoulx, Sint-Stevens-Woluwe en Zaventem. Ook knooppunt Lummen is sinds oktober 2010 een turbineknooppunt. Oorspronkelijk was dit een rotondeknooppunt (zoals in Nederland Leenderheide). In Nederland is dit type nooit volledig toegepast, wel is onder meer bij Amsterdam Zuidoost, Almere en Den Bosch een halve turbine aangelegd. Ook zijn op diverse knelpunten klaverbladen omgebouwd tot klaverturbines: bijvoorbeeld knooppunt Oudenrijn en Rijnsweerd.

Windmolenknooppunt

### Windmolenknooppunt

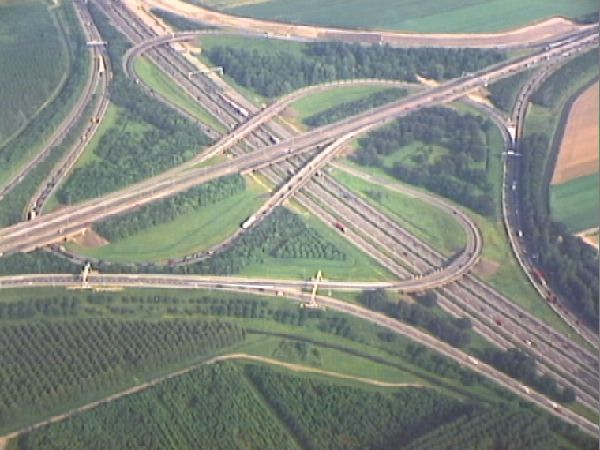
Knooppunt Vaanplein, ten zuiden van Rotterdam anno 1997

Bij dit weinig toegepaste type knooppunt verlopen de verbindingsbogen linksaf een stuk scherper dan bij de turbine. Hierdoor is per relatie linksaf maar één brug of tunnel nodig in plaats van twee. De besparing van vier kunstwerken heeft wel als nadeel dat de boogstralen van de verbindingsbogen linksaf kleiner zijn; hierdoor moet het verkeer sterker afremmen, treden er grotere snelheidsverschillen op bij het invoegen en komt de capaciteit van een windmolenknooppunt lager uit dan van een turbineknooppunt van vergelijkbare grootte.
Het enige voorbeeld van een windmolenknooppunt in Nederland was knooppunt Vaanplein. Vanwege het besluit tot aanleg van de havenspoorlijn moest het Vaanplein echter op de schop. Sinds 2017 heeft knooppunt Beekbergen een windmolenlus. In mengvorm is het windmolenknooppunt ook in Duitsland op diverse plaatsen te vinden. Knooppunt Herne, Mönchengladbach en Breitscheid zijn qua vorm een combinatie van klaverblad en windmolen.

Sterknooppunt

### Sterknooppunt

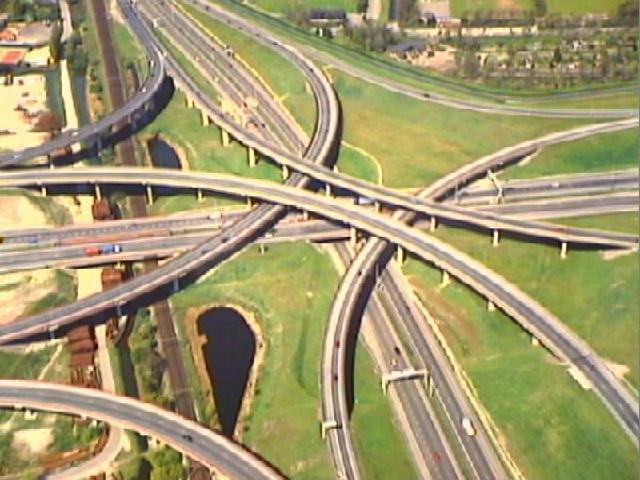
Het Prins Clausplein anno 1997
De donkere streep links is de spoorlijn van Gouda naar Den Haag
(Bron: Rijkswaterstaat)

Het sterknooppunt, dat vanwege de vorm ook wel Maltezer Kruis heet, kent net als de turbine geen rangeerbanen en weefvakken. Doordat de verbindingsbogen linksaf door het centrum van het kruispunt lopen hebben deze een nog grotere straal dan bij een turbine. Dus treden er minder snelheidsverschillen op tussen linksafslaand en overig verkeer. Zodoende levert deze knooppuntsvorm een maximale capaciteit bij een relatief gering grondgebruik. Nadelig zijn de aanzienlijke kosten van de lange en hoge verbindingsbogen. Daarnaast is een sterknooppunt door het stapelen van verkeer in vier lagen mogelijk een NIMBY, een punt van tegenstand voor omwonenden. Dit type knooppunt wordt in Europa slechts spaarzaam gebouwd. Tot de weinige voorbeelden horen het Wetzlarer Kreuz, het Prins Clausplein en de kruising van M4 en M25 bij Heathrow. In de Verenigde Staten (waar 's werelds eerste sterknooppunt in 1952 werd voltooid) zijn aanmerkelijk meer van deze knooppunten voltooid. Een uitgebreide variant op het sterknooppunt ontstaat wanneer lokaal en doorgaand verkeer van elkaar gescheiden zijn en voor het lokale verkeer een apart niveau wordt gebouwd, dat als kruispunt fungeert. Dit levert een hoger sterknooppunt in vijf niveaus op, zoals bij de High Five naast de inhoudsopgave van dit artikel te zien is. Langs Beltway 8, een van de ringwegen van Houston worden veel zogenaamde Five Stacks gevonden.

### Mengvormen met vier richtingen
Vanwege toegenomen verkeersdrukte bereikt een klaverblad door het groeiende verkeersaanbod na enige tijd soms de maximale capaciteit. De drukste verbindingslus naar links, of de drukste lussen, kunnen dan vervangen worden door ster- of turbinebogen, waardoor het aantal weefvakken in het knooppunt vermindert en de capaciteit omhoog gaat. Sommige knooppunten met een mengvorm ontstaan aan de andere kant ook in eerste instantie al op de tekentafel.
Knooppunt Zaandam is een goed voorbeeld van een klaverturbine met één turbinelus (aan de linkerzijde afgebeeld). Het werd geopend als klaverblad in 1970 en in 1997 kwam de verbindingsboog gereed, zodat het knooppunt enigszins ontlast werd. Ook Knooppunt Eemnes is een klaverturbine, maar een met twee turbinebogen. In principe is met twee turbinebogen het probleem van weefvakken geheel te verhelpen, wanneer de turbinebogen schuin tegenover elkaar worden gebouwd, zoals links schematisch is afgebeeld.
Wanneer de verbindingsbogen om linksaf te slaan dichter langs het midden van het knooppunt verlopen ontstaat een klaverster, vanwege zijn op het kledingstuk gelijkende vorm ook wel vlinderdas genaamd (zie ook links van de tekst). Van deze zeldzame mengvorm zijn er onder meer twee in Italië gebouwd, op de kruisingen van A16 met A30 en A4 met A26. Knooppunt Ouderkerk aan de Amstel, waar de nooit gerealiseerde Rijksweg 3 op de A9 zou aansluiten was gepland als klaverster. Alleen het ruime viaduct herinnert aan dit definitief verlaten snelwegplan.
Voorbeelden van de mengvorm van klaverblad en windmolen, de klavermolen, zijn de Nederlandse knooppunt Beekbergen en de Duitse knooppunten Herne, Mönchengladbach en Breitscheid (aan de rechterzijde afgebeeld). De klavermolen maakt op een beperkte oppervlakte een knooppunt zonder weefvakken met gebruikmaking van slechts drie kunstwerken mogelijk.
Een laatste, vrij zeldzame mengvorm is de sterturbine. De verbindingsbogen zijn bij dit type een mix van turbinebogen en stervormige bogen. Dit type knooppunt is in België gerealiseerd op de Brusselse ring: knooppunt Machelen en Groot-Bijgaarden (zie rechts) zijn beide sterturbines. De sterturbine ontstaat meestal op de tekentafel en niet na verbouwing.

### Overige vormen met vier richtingen
Bij alle verkeersknooppunten geldt dat - als er rechts gereden wordt - er voor een afbuiging naar links veel kunstwerken nodig zijn. Om dat te vermijden worden bij het gotische knooppunt de linker- en rechterrijbaan van de rechtdoorgaande wegen verwisseld. Dat betekent dat de rechtdoorgaande wegen niet kaarsrecht zijn - wat als een nadeel wordt gezien. Het gotisch knooppunt is een zeldzaam type verkeersknooppunt, waarvan een goed voorbeeld te vinden is in Riyad, de hoofdstad van Saoedi-Arabië (zie ). Het enige gotische knooppunt dat de VS rijk was, lag aan de rand van de stad Baltimore en wordt sinds 2010 ingrijpend omgebouwd, de oude vormen zijn nog te herleiden (zie ).
In landen als Italië en Spanje waar tol geheven wordt op snelwegen vindt men in enkele gevallen snelwegen verbonden door twee trompetvormige knooppunten (voor de enkelvoudige versie zie hieronder). Zo'n dubbel trompetknooppunt maakt het mogelijk om op één punt een tolgebouw te plaatsen waarmee al het verkeer bediend wordt (aan de rechterkant een voorbeeld van dit type in de buurt van Pisa). Nadeel is de geringe capaciteit van de constructie door het volledig afremmen bij het betalen van de tol.
Tot slot zijn er nog knooppunten met een complexe kluwen van verbindingsbogen die niet thuis zijn te brengen in een van de voorgaande systematische categorieën. Spaghetti-achtige knooppunten kunnen ontstaan omdat de kruisende snelwegen onder een kleine hoek kruisen. Knooppunt Loncin is een voorbeeld hiervan; knooppunt Kaiserberg illustreert eveneens dat een kleine hoek van kruisen een spaghettiknooppunt kan geven.
Als vuistregel geldt voor knooppunten dat er drie of vier richtingen verknoopt worden. Een tegenvoorbeeld is het knooppunt Xinzhuang in Shanghai, aan de linkerzijde afgebeeld. Op dit uitgespreide en ingewikkelde knooppunt kan vanuit elk van de vijf richtingen voor vier richtingen gekozen worden. Omdat voor een volledig knooppunt met vijf richtingen twintig relaties benodigd zijn, wordt eerder gekozen om te splitsen in twee knooppunten waardoor minder verbindingsbogen gebouwd hoeven te worden.

## Knooppuntsvormen met drie richtingen

### Trompetknooppunt
Een knooppunt met drie takken komt voor op plaatsen waar een doorgaande snelweg aantakt op het begin van een snelweg. In zulke gevallen wordt vaak een trompetknooppunt aangelegd, dat zijn naam dankt aan het muziekinstrument met dezelfde naam. Dit type knooppunt kan ook gebruikt worden om een aansluiting op een autosnelweg te realiseren. Bij dit type is slechts één kunstwerk benodigd, waardoor de trompet een goedkope oplossing is. Een van de bochten in het knooppunt verloopt met een vrij krappe straal. Het rijden in "de trompet" is gebonden aan een relatief lage snelheid. Hierdoor komt het verkeer langzamer uit deze bocht dan het verkeer waarmee het samenkomt waardoor het invoegen hinder kan ondervinden. Dit type knooppunt kan ook gespiegeld worden aangelegd, in dit geval spreekt men van een omgekeerd trompetknooppunt.

### Half klaverblad-, turbine-, en sterknooppunt
De hoofdvormen van verkeerswisselaars kunnen ook gebouwd worden als een knooppunt met drie richtingen. Een half klaverblad wordt met name aangelegd als er plannen zijn om op termijn uit te breiden naar vier richtingen. Bij de bouw van een half klaverblad is in de planning dus rekening gehouden met de uitbreiding tot een compleet klaverblad. Het halve turbineknooppunt is enkele keren in Nederland gebouwd; knooppunt Almere en knooppunt Empel zijn voorbeelden hiervan. Knooppunt Benelux en knooppunt Hintham zijn gebouwd in de vorm van een half sterknooppunt. Net als bij de gehele knooppunten is ook een half sterknooppunt prijzig vanwege de te bouwen kunstwerken. Analoog aan de kenmerken van deze knooppuntsvormen in complete vorm geldt dat turbine en sterknooppunt door grotere boogstralen een hogere capaciteit met zich meebrengen, omdat er minder snelheidsverschil tussen de verkeersstromen optreedt.

## Onvolledige knooppunten, verkeerspleinen en snelwegaansluitingen
Onvolledigheid in de context van verkeersknooppunten houdt in dat niet alle relaties in een wisselaar aanwezig zijn. Voor de ontbrekende routes moet de snelweg ter plaatse verlaten worden (rechts afgebeeld), of had al eerder een andere route gevolgd moeten worden. Knooppunt Everdingen mist bijvoorbeeld vier van de twaalf relaties. Door de relatief korte afstand tot andere knooppunten aan de A12 en A27, waar wel gekozen kan worden voor deze richtingen wordt dit probleem echter ondervangen.
Voordat Nederlands eerste klaverblad gebouwd werd loste men het probleem van kruisende snelwegen op met verkeerspleinen. Aan het gedeelte plein in de term is al te bemerken dat het om gelijkvloerse oplossingen gaat. Op de plaats waar vroeger snelwegen samenkwamen werd een grote rotonde aangelegd, vaak met verkeerslichten. De capaciteit van gelijkvloerse knooppunten ligt laag, vanwege de slechte doorstroming. Qua veiligheid biedt een verkeersplein ook minder dan een ongelijkvloerse wisselaar. Rond 1970 werd dan ook begonnen met het vervangen van de verkeerspleinen. Hierbij werd een tussenstadium geconstrueerd zodat het verkeer niet geheel gestremd werd voordat het klaverblad voltooid was: het stuiverknooppunt.
Er zijn drie varianten te onderscheiden binnen het verkeersplein:
1. Geheel gelijkvloers verkeersplein, bijvoorbeeld knooppunt Joure voor 2017;
2. Verkeersplein met één ongelijkvloerse doorgaande weg, bijvoorbeeld knooppunt Velperbroek;
3. Verkeersplein met twee ongelijkvloerse doorgaande wegen (ook wel: zwevende rotonde) bijvoorbeeld knooppunt Cheratte of knooppunt Rottepolderplein

De eerste variant wordt tegenwoordig nog wel toegepast bij kruisingen van secundaire wegen en stadswegen, echter niet meer bij een snijpunt van autosnelwegen. Nederlands laatste geheel gelijkvloerse verkeersplein bij Joure in het snelwegennet is op de schop gegaan en is nu een half sterknooppunt. Variant twee wordt aangetroffen en ook nog steeds aangelegd bij een aansluiting van secundaire weg op een autosnelweg. De derde variant komt vrij weinig in de praktijk voor, maar werd in het Verenigd Koninkrijk vaker geconstrueerd. Om drukke verkeerspleinen enigszins te ontlasten worden vaak extra rijstroken aangelegd zodat verkeer dat rechts afslaat dit rechtstreeks kan en niet over het verkeersplein hoeft. Deze verbindingen worden bypasses genoemd.
Een laatste variant binnen de gelijkvloerse knooppunten is het gelijkvloerse kruispunt van belangrijke wegen, zoals knooppunt Julianaplein. Dit is qua vorm een kruispunt en voldoet niet aan de vereisten van een knooppunt: (gedeeltelijke) ongelijkvloersheid opdat het verkeer niet hoeft te stoppen. In het dagelijks spraakgebruik wordt dit oneigenlijke knooppunt echter wel op deze manier aangeduid.

## Vroege ontwerpen en eerste knooppunten
De geschiedenis van het kruisingsvrije verkeersknooppunt begint wanneer de Amerikaan Arthur Hale in 1916 bij het US Patent Office octrooi aanvraagt. Zijn patent bevat drie technische tekeningen van knooppunten die sterk lijken op het hedendaagse klaverblad. Het idee werd echter voorlopig niet in de praktijk gerealiseerd.
Onafhankelijk hiervan ontwierp de Zwitser Willy Sarbach het klaverbladknooppunt. Na het bezoeken van een HaFraBa–tentoonstelling in Basel in 1927 hield hij zich bezig met de vraag hoe twee snelwegen kunnen kruisen zonder gelijkvloerse kruispunten en hoe de afslaande verbindingen te construeren. In 1928 werd aan hem patent verleend op zijn klaverbladvormige oplossing voor het probleem, onder de naam "Anlage einer Kreuzung oder Abzweigung von Autostrassen unter sich oder mit Landstrassen". Hoewel zijn werk door leden van de HaFraBa en de Zwitserse regering werd gewaardeerd, werd ook dit idee niet binnen afzienbare tijd in de praktijk gerealiseerd.
In het midden van de jaren twintig was de U.S. Route 1 met 60.000 motorvoertuigen per dag reeds een zeer drukke weg (drukke snelwegen in de Randstad hebben anno 2010 een intensiteit van rond de 100.000). De US-1 was weliswaar kruisingsvrij, maar aan de drukste aansluitingen ontstonden desondanks regelmatig files en ongevallen. Er was behoefte aan een oplossing waarbij aansluitingen ook kruisingsvrij werden uitgevoerd en het klaverblad bood deze oplossing. In 1929 opende in Woodbridge, New Jersey aan de US-1 ’s werelds eerste klaverblad. De ontwerper Edward Delano verklaart dat hij het idee voor de oplossing kreeg door de aanpak van het verkeer in de stad Buenos Aires. Daar ontlaste men het probleem van verstopte kruisingen door rechtsafslaand verkeer (in Argentinië werd toen links gereden) in de drukke stad op door het verkeer driemaal linksaf te laten slaan.
In Duitsland werd in de jaren dertig de bouw van Reichsautobahnen ter hand genomen, en zo ontstond ook het eerste klaverblad van Europa, het Schkeuditzer Kreuz bij Leipzig (opengesteld in 1936, voltooid in 1938). Het zou nog tot lang na de Tweede Wereldoorlog duren voordat in Nederland en België dit voorbeeld gevolgd werd. Knooppunt Badhoevedorp, nabij Schiphol werd in 1967 opengesteld en is het eerste voorbeeld van een klaverblad in Nederland.